# Guy-Victor Duperré
Victor-Guy Duperré, född 1775 i La Rochelle, död 1846 i Paris, var en fransk baron, amiral och minister.